# Félicien de Saulcy
Pour les articles homonymes, voir Saulcy.
Louis Félicien Joseph Caignart de Saulcy, dit Félicien de Saulcy ou Félix de Saulcy, né à Lille le 19 mars 1807 et mort à Paris le 4 novembre 1880, est un archéologue et numismate français, conservateur de musée et sénateur du Second Empire, considéré comme l'un des fondateurs de l'archéologie biblique.

## Biographie
Il fait ses études à l'École polytechnique et à l'École d’application de l'artillerie et du génie de Metz, où il devient ensuite professeur de mécanique. S'étant fait remarquer pour ses recherches en numismatique, il est élu membre de l'Académie des inscriptions et belles-lettres en 1842. Installé à Paris, il est nommé conservateur du Musée de l'artillerie de Paris. En 1845 et 1850, il voyage dans les pays méditerranéens, en Turquie et en Égypte, puis en Palestine et en Syrie, où il mène des fouilles archéologiques. Invité le 4 avril 1856 par Augustin Louis Cauchy et Charles Lenormant à la 1re réunion qui a jeté les bases de la fondation de L'Œuvre des Écoles d'Orient, plus connue actuellement sous le nom de L’Œuvre d’Orient. Il fut même membre de son 1er Conseil général du 25 avril de la même année. Il se lie avec Louis Napoléon, qui le nomme sénateur en 1859. Il est président de la commission de la Carte des Gaules en 1862. Après un nouveau voyage en Palestine en 1863, il s'exile en Angleterre avec la famille impériale en 1870. De retour en France, il poursuit ses travaux jusqu'à sa mort à l'âge de 73 ans.

## Généalogie
- Il est le fils de Félicien Marie Joseph Caignart de Saulcy (1774-1859) et de Marie Rose Suzanne Liaubon (1780-1854) ;
- Il épouse en 1832 Pauline de Brye (1800-1850) ;
- Il épouse en 1852 Charlotte Clotilde Valentine de Billing (1833-1908), dont :
  - Jacqueline Marie Thérèse(°1853) x 1874 Adrien Dubouays de la Bégassière
  - Eugène Louis Napoléon (1860-1860)

## Distinctions
- chevalier de l'ordre équestre du Saint-Sépulcre de Jérusalem (5 décembre 1863)

## Choix de publications
- Essai de classification des suites monétaires byzantines, 2 vol., 1835 Vol. 1 & Vol. 2 disponible sur Google Livres
- Relation du siège de Metz, en 1444, par Charles VII et René d'Anjou, 1835 disponible sur Internet Archive
- Recherches sur les monnaies de la cité de Metz, 1836
- Essai de classification des monnaies autonomes de l'Espagne, 1840 disponible sur Internet Archive
- Recherches sur les monnaies des ducs héréditaires de Lorraine, 1841 disponible sur Google Livres
- Recherches sur les monnaies des comtes et ducs de Bar, pour faire suite aux Recherches sur les monnaies des ducs héréditaires de Lorraine, 1843  sur Google Livres
- Numismatique des croisades, 1847 disponible sur Google Livres
- Recherches analytiques sur les inscriptions cunéiformes du système médique, 1849 disponible sur Internet Archive
- Recherches sur la chronologie des empires de Ninive, de Babylone et d'Ecbatane, 1849 disponible sur Google Livres
- Souvenirs numismatiques de la Révolution de 1848--Recueil complet des médailles, monnaies et jetons qui ont paru en France depuis le 22 février jusqu'au 20 décembre 1848-( publié en 1850)-
- Voyage autour de la Mer Morte et dans les terres bibliques, exécuté de décembre 1850 à avril 1851, 2 vol., 1853 Vol. 1 & Vol.2 disponible sur Google Livres
- Catalogue des collections dont se compose le Musée de l'artillerie, 1854
- La Syrie et la Palestine, examen critique de l'ouvrage de M. Van de Velde, 1855 lire en ligne sur Gallica
- Histoire de l'art judaïque, tirée des textes sacrés et profanes, 1858 disponible sur Google Livres
- Dictionnaire des antiquités bibliques, traitant de l'archéologie sacrée, des monuments hébraïques de toutes les époques, 1859

- Les Campagnes de Jules César dans les Gaules, études d'archéologie militaire, 1862 disponible sur Internet Archive
- Voyage en Terre Sainte, 2 vol., 1865 Vol. 1 & Vol. 2 disponible sur Google Livres
- Les Derniers jours de Jérusalem, 1866 disponible sur Google Livres
- Histoire d'Hérode, roi des Juifs, 1867 disponible sur Google Livres
- Étude chronologique des livres d'Esdras et de Néhémie, 1868 disponible sur Google Livres
- Numismatique de la Terre Sainte, description des monnaies autonomes et impériales de la Palestine et de l'Arabie Pétrée, 1874
- Sept siècles de l'histoire judaïque, depuis la prise de Jérusalem par Nabuchodonosor jusqu'à la prise de Bettir par les Romains, 1874 disponible sur Google Livres
- Histoire numismatique du règne de François Ier, roi de France, 1876 disponible sur Internet Archive
- Dictionnaire topographique abrégé de la Terre Sainte, 1877
- Éléments de l'histoire des ateliers monétaires du royaume de France depuis Philippe-Auguste jusqu'à François Ier inclusivement, 1877
- Histoire numismatique de Henri V et Henri VI, rois d'Angleterre pendant qu'ils ont régné en France, 1878 lire en ligne sur Gallica
- Recueil de documents relatifs à l'histoire des monnaies frappées par les rois de France, depuis Philippe II jusqu'à François Ier, 4 vol., 1879-1892 lire en ligne sur Gallica

- Histoire des Machabées ou princes de la dynastie asmonéenne, 1880 lire en ligne sur Gallica
- Histoire monétaire de Jean le Bon, roi de France, 1880

## Source
- Marc Nadaux, « Félix de Saucy » sur le site 19e.org consulté le 15.09.2009.
- Les papiers personnels de Félicien de Saulcy sont conservés sous forme de microfilms aux Archives nationales, site de Pierrefitte-sur-Seine, sous la cote 344Mi [328AP] : Inventaire du fonds.
- « Félicien de Saulcy », dans Adolphe Robert et Gaston Cougny, Dictionnaire des parlementaires français, Edgar Bourloton, 1889-1891 [détail de l’édition]